# A18 (België)
De A18 is een autosnelweg in de Belgische provincie West-Vlaanderen die loopt vanaf de splitsing van de A10/E40 in Jabbeke, iets ten westen van Brugge, via Veurne tot aan de Franse grens, waar de snelweg aansluit op de Franse A16. De A18 valt samen met een deel van het traject van de E40. Gedurende lange tijd hield de snelweg op aan de aansluiting Adinkerke, vlak voor de Franse grens. Sinds 1997 kan men zonder onderbreking Duinkerke bereiken.